# Cisticola lais
El cistícola plañidero (Cisticola lais) es una especie de ave paseriforme de la familia Cisticolidae propia de las montañas de África oriental y austral. 

## Distribución y hábitat
Se distribuye por las montañas del este y sur de África, desde el sur de Tanzania hasta el sur de Sudáfrica, además de las del oeste de Angola, pudiéndose encontrar en: Angola, Lesoto, Malawi, Mozambique, Sudáfrica, Suazilandia, Tanzania, Zambia y Zimbabue. 
Su hábitat natural son los pastizales de alta montaña.

## Taxonomía
Fue descrito científicamente en 1870 por los ornitólogos alemanes Gustav Hartlaub y Otto Finsch.
Se reconocen siete subespecie:
- C. l. namba - localizada en el oeste de Angola;
- C. l. semifasciatus - se extiende por el noreste de Zambia, sur de Tanzania, Malawi y noreste de Mozambique;
- C. l. mashona - se encuentra en Zimbabue, el sur de Mozambique y el noreste de Sudáfrica;
- C. l. oreobates -	endémica del monte Gorongosa (centro de Mozambique)
- C. l. monticola - localizada en el norte de Sudáfrica;
- C. l. lais - se encuentra en el este de Sudáfrica y Lesoto;
- C. l. maculatus - propia del sur de Sudáfrica.

Anteriormente se consideraba que el cistícola de Lynes era una subespecie de cistícola plañidero, pero ahora se clasifican como especies separadas.